# Keisuke Fujikawa
Keisuke Fujikawa (藤川 桂介?), nome d'arte di Hideo Ito (伊藤 英夫?) (Tokyo, 16 giugno 1934) è uno scrittore e sceneggiatore giapponese di anime.
È noto per il lunghissimo e proficuo rapporto di lavoro con la Toei Animation, e in particolare con la Dynamic Planning e Gō Nagai, avendo scritto molte sceneggiature per gli anime di genere mecha della prima metà degli anni 1970 tratti proprio dai manga di Nagai, senza però disdegnare impegni in serie di tutt'altro genere. La sua maggiore collaborazione è proprio Mazinga Z (1972), per la cui versione televisiva scrive la sceneggiatura di ben 40 episodi. Tant'è che il suo nome compare anche nei titoli di testa della video sigla iniziale italiana (montaggio Rai del 1980) assieme a quello di Susumo Takahisa.

## Biografia
Si laurea in Lettere all'Università Keio nel 1958.
Nel 1973 collabora massicciamente ad un altro anime, Cutie Honey, 10 episodi su 26, mentre l'anno dopo lavora ad altre due serie: Il Grande Mazinger con Tohojiro Andou e Getter Robot, assieme a Shozo Ueara e Tatsuo Tamura.
Il 1975 è l'anno più prolifico per Fujikawa, che scrive per ben 7 programmi, ovvero 4 serie televisive e tre cortometraggi. Per ciò che riguarda questi ultimi sono Il Grande Mazinga contro Getta Robot, Il Grande Mazinga contro Getta Robot G e UFO Robot Goldrake contro il Grande Mazinga, episodi unici, crossover della serie di Nagai. Le quattro serie di anime invece sono Getter Robot G, UFO Robot Goldrake, Jeeg robot d'acciaio e la prima serie di La corazzata Yamato.
Nel 1976 collabora a due anime, ancora di genere mecha, uno della Toei Animation, ovvero Gackeen, il robot magnetico di Shinobu Urakawa, in uno staff piuttosto nutrito, e uno della Sunrise, ossia Combattler V, in modo però quasi marginale, visto che il lavoro maggiore fu fatto da Yoshitake Suzuki e Massaki Tsuji.
Successivamente è impegnato in altre serie di successo quali la seconda de La corazzata Yamato e Galaxy Express 999. Per quest'ultimo scrive un terzo dei 113 episodi assieme a Hiroyasu Yamaura e Yoshiaki Yoshida.
Verso l'inizio degli anni ottanta, giacché la Toei ha perso il monopolio degli anime robotici, Fujikawa si dedica ad altri generi (Occhi di gatto, 1982)  ma ritorna al genere mecha creando la serie Dancouga nel 1985.
Nel 2007 è stato nominato visiting professor all'Università di Kyōto.

## Filmografia

### Sceneggiatore

#### Cinema
- La regina dei mille anni (Sen-nen joô), regia di Masayuki Akehi (1981)
- Transformers: The Movie, regia di Nelson Shin (1986)

#### Televisione
- Le fiabe di Andersen - serie TV (1971)
- Mazinga Z - serie TV (1972)
- Cutie Honey - serie TV (1973)
- Il Grande Mazinga - serie TV (1974)
- La corazzata Yamato - serie TV  (1974 - 1981)
- UFO Robot Goldrake - serie TV (1975)
- Jeeg robot d'acciaio - serie TV (1975)
- Gackeen, il robot magnetico - serie TV  (1976)
- Combattler V - serie TV  (1976)
- Balatak - serie TV (1977)
- Grand Prix e il campionissimo - serie TV (1977)
- Guyslugger - serie TV (1977)
- Ginguiser - serie TV (1977)
- Galaxy Express 999 - serie TV (1978)
- Super Robot 28 - serie TV, 17 episodi (1980)
- Capitan Jet - serie TV (1980)
- God Mars - serie TV (1981)
- Armored Fleet Dairugger XV - serie TV (1982)
- Occhi di gatto - serie TV, 6 episodi (1984)
- Transformers (G1) - serie TV (1984)
- Il grande sogno di Maya - serie TV (1984)
- Dancouga - serie TV (1985)
- C'era una volta Windaria - Film (1986)
- Transformers: The Headmasters - serie TV, un episodio (1988)
- Transformers: Super-God Masterforce - serie TV (1989)
- Transformers: Scramble City - serie TV (1990)

### Regista
- Transformers: The Headmasters, serie TV (1988)
- Transformers: Zone, serie TV, (1989)
- Transformers: Scramble City, serie TV, (1990)